# 瓊斯伯勒鎮區 (阿肯色州克雷格黑德縣)
瓊斯伯勒鎮區（英語：Jonesboro Township）是位於美國阿肯色州克雷格黑德縣的一個行政鎮區。

## 地方資料
瓊斯伯勒鎮區的面積為226.27平方千米，當中陸地面積為225.02平方千米，而水域面積為1.25平方千米。根據2010年美國人口普查的數據，當地共有人口54649人，而人口密度為每平方千米241.52人。